# Quercus infectoria
Quercus infectoria — вид рослин з родини Букові (Fagaceae); поширений у Греції, Туреччині, на заході Азії.

## Опис

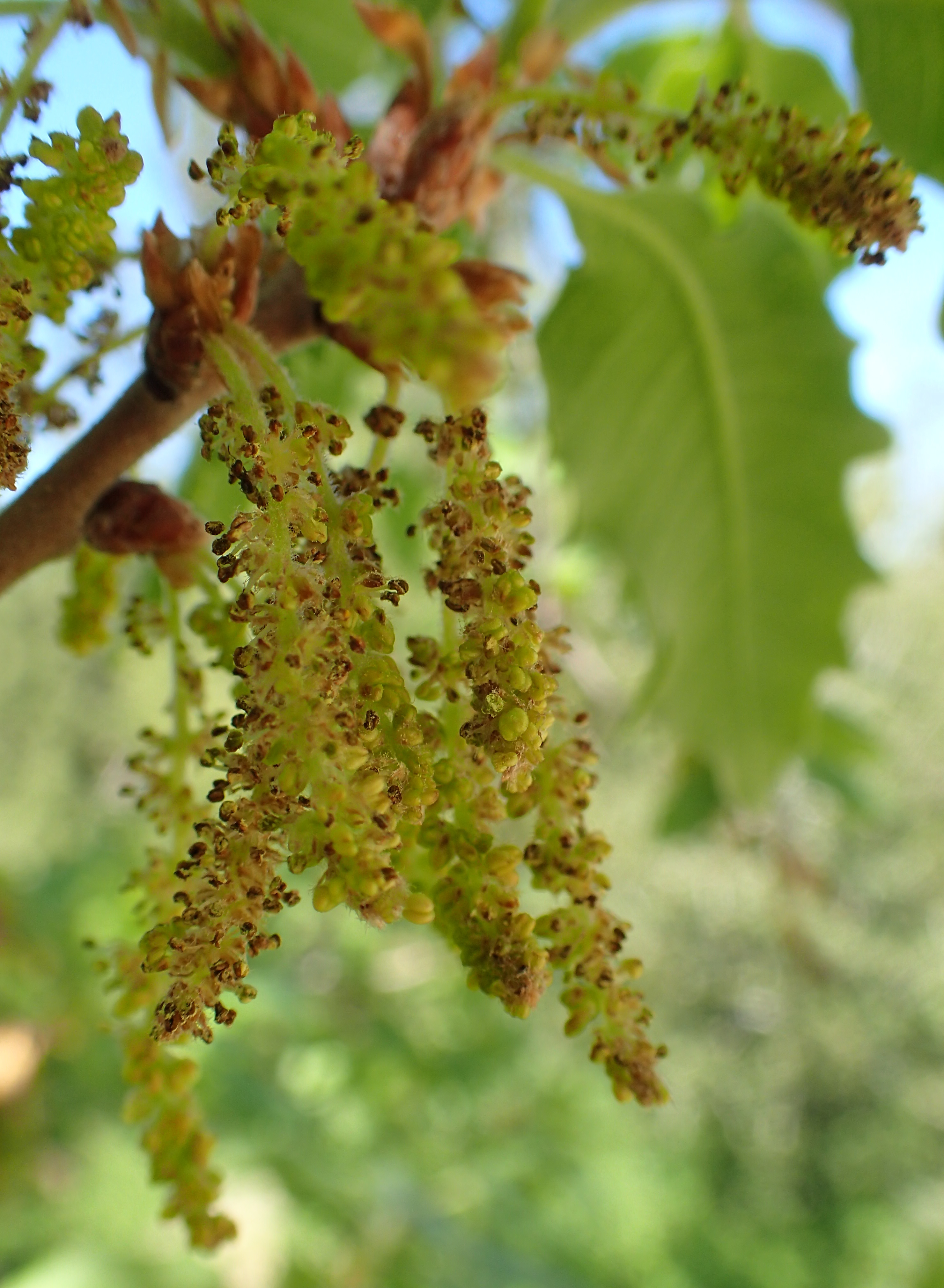
Чоловічі квітки й листки

Зазвичай росте як невеликий чагарник або дерево до 3 м, але, як відомо, виростає до 15 м. Кора сіра, луската. Гілочки червонуваті, без волосся. Листки 3–8 × 1.5–5 см, напіввічнозелені, довгасті; основа закруглена, іноді серцеподібна; верхівка тупа; край зубчастий або округло-зубчастий, часто хвилястий або рідко лопатевий; без волосся, блискучі зверху й блідіші знизу, голі або зі зірчастими волосками; насправді дуже поліморфні; листя біля основи гілочок часто ціле; ніжка листка циліндрична, 1 см завдовжки. Жолудь яйцювато-видовжений, 2–3.5 см завдовжки, 1.8 см у діаметрі; голий, блискучий світло-коричневий; укладений на 1/5 в чашечку діаметром 1.5–1.8 см.

## Середовище проживання
Поширений у Греції, європейській Туреччині й на заході Азії (Туреччина, Кіпр, Азербайджан, Іран, Ірак, Ізраїль, Йорданія, Ліван, Сирія); також культивується.
Вид можна побачити в листяних лісах і на сільськогосподарських ландшафтах. Скорше є чагарниковою складовою вторинних деградованих типів колишніх листяних дубових і букових лісистих місцевостей. Висотний діапазон: 0–1700 м.

## Використання
Насіння можна їсти після приготування. У корі містяться дубильні речовини, а жолуді, як кажуть, мають в'яжучі властивості й застосовуються при лікуванні інтертриго, імпетиго та екземи. Гали, що утворюються на дереві, є сильно в'яжучими і їх можна використовувати при лікуванні крововиливів, хронічної діареї, дизентерії. Танін видобувається для використання в фарбуванні.

## Загрози й охорона
Випас і вирубка на дрова — основні загрози, перетворення лісових масивів для сільського господарства є історичним фактором. Занепад дубових лісів на Егейських островах спричиняє серйозний ризик ерозії ґрунту та опустелювання.
Він присутній у заповідних зонах Європи та включений до директивних середовищ існування ЄС.